# Літтл-Су (Айова)
Літтл-Су (англ. Little Sioux) — місто (англ. city) в США, в окрузі Гаррісон штату Айова. Населення — 166 осіб (2020).

## Географія
Літтл-Су розташований за координатами 41°48′30″ пн. ш. 96°1′39″ зх. д. / 41.80833° пн. ш. 96.02750° зх. д. (41.808204, -96.027459).  За даними Бюро перепису населення США в 2010 році місто мало площу 0,96 км², уся площа — суходіл.

## Демографія
Згідно з переписом 2010 року, у місті мешкало 170 осіб у 78 домогосподарствах у складі 51 родини. Густота населення становила 177 осіб/км².  Було 108 помешкань (112/км²).
Расовий склад населення:
| - 100,0 % — білих |

До двох чи більше рас належало 0,0 %. Частка іспаномовних становила 2,4 % від усіх жителів.
За віковим діапазоном населення розподілялося таким чином: 17,1 % — особи молодші 18 років, 63,5 % — особи у віці 18—64 років, 19,4 % — особи у віці 65 років та старші. Медіана віку мешканця становила 48,5 року. На 100 осіб жіночої статі у місті припадало 109,9 чоловіків;  на 100 жінок у віці від 18 років та старших — 113,6 чоловіків також старших 18 років.
Середній дохід на одне домашнє господарство  становив 39 629 доларів США (медіана — 32 500), а середній дохід на одну сім'ю — 44 714 долари (медіана — 40 000). За межею бідності перебувало 15,0 % осіб, у тому числі 25,0 % дітей у віці до 18 років та 9,7 % осіб у віці 65 років та старших.
Цивільне працевлаштоване населення становило 55 осіб. Основні галузі зайнятості: будівництво — 25,5 %, роздрібна торгівля — 16,4 %, оптова торгівля — 12,7 %, транспорт — 9,1 %.